# Episodi di Bones (dodicesima stagione)
La dodicesima e ultima stagione della serie televisiva Bones è stata trasmessa in prima visione assoluta negli Stati Uniti d'America da Fox dal 3 gennaio al 28 marzo 2017;
in Italia è stata trasmessa in prima visione assoluta su TOP Crime dal 21 settembre al 26 ottobre 2017.
| nº | Titolo originale                      | Titolo italiano          | Prima TV USA     | Prima TV Italia   |
| -- | ------------------------------------- | ------------------------ | ---------------- | ----------------- |
| 1  | The Hope in the Horror                | La speranza nell'orrore  | 3 gennaio 2017   | 21 settembre 2017 |
| 2  | The Brain in the Bot                  | Intelligenza artificiale | 10 gennaio 2017  | 21 settembre 2017 |
| 3  | The New Tricks in the Old Dogs        | Vecchie abitudini        | 17 gennaio 2017  | 28 settembre 2017 |
| 4  | The Price for the Past                | Il prezzo del passato    | 24 gennaio 2017  | 28 settembre 2017 |
| 5  | The Tutor in the Tussle               | Lotta per il tutor       | 31 gennaio 2017  | 5 ottobre 2017    |
| 6  | The Flaw in the Saw                   | La sega difettosa        | 7 febbraio 2017  | 5 ottobre 2017    |
| 7  | The Scare in the Score                | Troppo tardi             | 14 febbraio 2017 | 12 ottobre 2017   |
| 8  | The Grief and the Girl                | Addio, papà              | 21 febbraio 2017 | 12 ottobre 2017   |
| 9  | The Steel in the Wheels               | Un tentativo disperato   | 7 marzo 2017     | 19 ottobre 2017   |
| 10 | The Radioactive Panthers in the Party | Pantere da party         | 14 marzo 2017    | 19 ottobre 2017   |
| 11 | The Day in the Life                   | Un giorno da ricordare   | 21 marzo 2017    | 26 ottobre 2017   |
| 12 | The End in the End                    | Capitolo finale          | 28 marzo 2017    | 26 ottobre 2017   |

## La speranza nell'orrore
- Titolo originale: The Hope in the Horror
- Diretto da: Emily Deschanel
- Scritto da: Michael Peterson

### Trama
Zack e Brennan si mettono a parlare ma vengono trovati immediatamente perché non sono mai andati via dal Jeffersonian. Zack viene interrogato da Aubrey e dice di essere innocente, che è vero che usciva dalla casa di cura ma era solo per andare in una biblioteca a leggere e spiare le mail dei suoi amici per vedere che stessero bene, e si scopre che si finge anche un dottore che addestrava la fisioterapista di Hodgins che gli sta ridando la mobilità delle gambe; quando Hodgins va a trovare Zack, quest'ultimo ammette che non ha speranze di riprendere mobilità. Brennan insieme a Brey trovano nel covo del killer burattinaio un altro corpo vecchio di più di 10 anni e questo fa capire che Zack potrebbe essere innocente. Booth sospetta dello psicologo. Il caso viene analizzato da Zack e anche lui arriva alla conclusione di essere stato lui, anche se non ricorda di averlo fatto, ma Booth crede che sia innocente.
Ma alla fine si scopre che è stato il direttore della clinica dove Zack era ricoverato, che prima aveva un fratello siamese che è morto durante l'intervento di separazione e così ha creato un'altra personalità a causa del trauma, e aveva manipolato le prove per far pensare che sia stato Zack e cerca di ucciderlo ma Booth arriva in tempo, uccidendo il medico. Nel corso della colluttazione prima dell'intervento di Booth, Zack ha la possibilità di uccidere l'assassino, per difendersi, ma non ci riesce e questo, una volta che il caso è risolto, gli fornisce la conferma necessaria a dire la verità: per tutti quegli anni, aveva accettato l'accusa di omicidio perché era convinto che, se messo nella condizione di farlo, avrebbe commesso davvero l'omicidio; ora che sa che, non è così, racconta la verità a Booth e Brennan, che accettano di cercare le prove necessarie a scagionarlo.
- Ascolti USA: telespettatori 3 430 000[1]

## Intelligenza artificiale
- Titolo originale: The Brain in the Bot
- Diretto da: Ian Toynton
- Scritto da: Hilary Weisman Graham

### Trama
Durante una mostra canina viene ritrovato un corpo, divorato in più parti dagli animali. La vittima è un uomo che aveva sviluppato software di intelligenza artificiale inseriti all'interno di robot, per aiutare i bambini con autismo. Inizialmente sembra che a ucciderlo sia stato il robot da lui programmato, ma esso non è consapevole di averlo fatto poiché i dati relativi al giorno dell'omicidio conservati nella sua memoria sono stati cancellati; emergerà che a cancellarli è stata proprio la vittima. L'assassino si rivelerà il suo amico, arrabbiato per un regalo. Intanto, Brennan organizza una festa per i propri 40 anni e si finge invidiosa quando Angela riceve la notizia di aver vinto il "MacArthur Fellowship" o comunemente "Premio dei geni", uno dei più prestigiosi in ambito scientifico; Daisy annuncia di aver completato il dottorato e chiede le referenze alla Brennan per un posto da Antropologa Forense Capo presso il "National Forensics Lab". Alla festa, Bones sorprende i colleghi ammettendo di aver nominato lei Angela per il premio, e di essere stata sempre lei a raccomandare Daisy, mostrando quanto abbia imparato ad apprezzare il successo degli altri. Booth, come regalo, la informa che l'udienza d'appello di Zack si terrà di lì a qualche mese. Max, il padre di Brennan, riappare al compleanno della figlia, ma lascia cadere quello che sembra un bracciale da ospedale, che indica probabilmente una malattia.
- Ascolti USA: telespettatori 3 310 000[2]

## Vecchie abitudini
- Titolo originale: The New Tricks in the Old Dogs
- Diretto da: David Grossman
- Scritto da: Ted Peterson

### Trama
Tre ragazzi si introducono in una discarica e, tentando di effettuare un esperimento, si imbattono in un cadavere scaricato illegalmente in un barile, che il team identifica in un anziano di 86 anni. Le indagini si svolgono principalmente all'interno della casa di riposo in cui la vittima risiedeva e portano alla luce che egli era un truffatore; a ucciderlo è stato un altro ospite, che non sopportava le bugie che il primo raccontava sul suo passato nell'Esercito. Angela rivela a Brennan che lei e Hodgins sono pronti per avere un altro bambino, mentre quest'ultima ne parla con Booth e, pur affermando di non volere negarsi questa possibilità, gli suggerisce di sottoporsi a una vasectomia perché è comunque soddisfatta della famiglia che hanno costruito, ma poi considera la sua religione (Booth infatti è cattolico) e gli dice che non è obbligato. Il discorso sul matrimonio e i figli riguarda anche Cam e Arastoo: lei dichiara che non vede l'ora di sposarlo, ma che non crede di voler rimanere incinta subito, sebbene sappia quanto il fidanzato desideri diventare padre; lui allora le propone l'adozione, dato che ci sono tantissimi bambini rifugiati in attesa di una casa e di una vita migliore, e lei accetta.
- Ascolti USA: telespettatori 2 920 000[3]

## Il prezzo del passato
- Titolo originale: The Price for the Past
- Diretto da: Randy Zisk
- Scritto da: Jonathan Collier

### Trama
A Rock Creek Park viene trovato un cadavere depredato dagli animali e con diverse lesioni da battaglia sulle ossa; al Jeffersonian Brennan ha un'intuizione e, studiando i segni, capisce che l'uomo aveva un passato militare e successivamente era diventato prete: si tratta di Aldo Clemens, ex cappellano del battaglione di Booth in guerra ed ex prete, che aveva celebrato il matrimonio di Booth e Brennan, nonché confidente di entrambi in occasioni differenti. Booth è naturalmente molto scosso e più che mai determinato a trovare l'assassino: innanzitutto lui e Aubrey si recano nel bar dove Aldo lavorava, dove vengono a sapere che aveva problemi di soldi; gli scienziati del laboratorio scovano tracce di uso di droghe nell'organismo, perciò gli agenti dell'FBI rintracciano lo spacciatore da cui Aldo si riforniva, il quale li indirizza verso una specie di magazzino abbandonato. Booth e Brennan lo ispezionano per cercare prove forensi, e in una stanza notano un tavolo con catene e strumenti di tortura e una lastra di un cranio che mostra un foro di proiettile di grosso calibro appesa al muro; Booth si accorge appena in tempo di una bomba e i due riescono a uscire prima che l'edificio esploda. Brennan scopre che Aldo è stato picchiato e si è suicidato, così Booth capisce che l'ha fatto per salvarlo, perché crede che qualcuno lo voglia morto per un vecchio assassinio che lui aveva commesso in guerra. Il padre di Aubrey torna di nuovo in città e lui ne è molto scosso.
- Ascolti USA: telespettatori 3 050 000[5]

## Lotta per il tutor
- Titolo originale: The Tutor in the Tussle
- Diretto da: Dwight Little
- Scritto da: Eric Randall

### Trama
Il team del Jeffersonian indaga su un cadavere e si scopre essere uno studente che per pagarsi gli studi faceva il tutor. È proprio uno dei suoi clienti ad averlo ucciso, per la rabbia di aver scoperto che voleva abbandonarlo. Il padre di Aubrey finalmente si fa vedere e Aubrey è indeciso cosa fare, ma alla fine lo fa arrestare.
- Ascolti USA: telespettatori 3 760 000[6]

## La sega difettosa
- Titolo originale: The Flaw in the Saw
- Diretto da: Denise Di Novi
- Scritto da: Yael Zinkow

### Trama
Booth e Brennan stanno indagando sull'omicidio di una taglialegna, la quale prima era una giocatrice di golf. Si scopre che a ucciderla è stato il proprietario del furgoncino dei pancake. Hodgins trova delle prove per scagionare Zack, ma Cam le rifiuta perché potrebbero essere manomesse.
- Ascolti USA: telespettatori 3 070 000[7]

## Troppo tardi
- Titolo originale: The Scare in the Score
- Diretto da: Randy Zisk
- Scritto da: Joe Hortua

### Trama
Si scoprono altri cadaveri che fanno parte della vecchia unità di Booth. Max confessa a Brennan di essersi operato al cuore e lei si arrabbia perché non era stata informata. Booth e Brennan, spaventati dal fatto che potrebbe succedere qualcosa ai loro figli, li affidano a Max e vengono portati in un luogo sicuro dall'FBI. Ma vengono trovati, vengono uccisi tutti gli agenti e ferito Max, mentre i bambini sono sani e salvi. Max, in gravi condizioni, viene operato d'urgenza, ma anche se sopravvive all'operazione, muore poco dopo.
- Ascolti USA: telespettatori 2 970 000[8]

## Addio, papà
- Titolo originale: The Grief and the Girl
- Diretto da: Anton Cropper
- Scritto da: Karine Rosenthal

### Trama
La morte di Max crea distanza e attrito fra Booth e Brennan, poiché ognuno di loro reagisce in modo diverso al lutto. Lui vorrebbe darle il suo sostegno, ma lei lo allontana e rifiuta di aprirsi e anzi lo spinge a recarsi a Terranova, in Canada, per indagare sulla morte di una cittadina statunitense, affermando che stare qualche giorno separati farà bene a entrambi. La donna, scambiata per un animale, è stata uccisa per sbaglio durante una battuta di caccia e poi fatta precipitare da una scogliera. Al Jeffersonian, Brennan riceve la visita a sorpresa di Tim "Sully" Sullivan, ex agente dell'FBI con cui aveva avuto una relazione in passato: passano del tempo insieme andando anche a cena, e Sully le fa capire che deve condividere il suo dolore con Booth. L'episodio si chiude con il funerale di Max, a cui partecipano tutti i membri della squadra, e Brennan legge l'elogio funebre, ricordando come il padre abbia dato la propria vita per proteggere i suoi figli e di come sia riuscito, negli anni, a farsi perdonare per averla abbandonata da piccola.
- Ascolti USA: telespettatori 2 900 000[9]

## Un tentativo disperato
- Titolo originale: The Steel in the Wheels
- Diretto da: Robert Reed Altman
- Scritto da: Hilary Weisman Graham e Ted Peterson

### Trama
Il corpo maciullato di un ragazzo, Dustin Doyle, rinvenuto in un campo di fieno, arriva al Jeffersonian: egli era un rapinatore di banche, perciò Booth e Aubrey si recano nella banca dove è stata compiuta l'ultima rapina (nel corso della quale sono stati rubati 60.000 dollari) e, parlando con il direttore e la cassiera, vengono a sapere che il giovane aveva un complice che guidava l'auto sulla quale i due sono poi fuggiti. I differenti pezzi con cui questa è stata assemblata conducono a un "Demolition derby", e Booth e Brennan vi si infiltrano sotto copertura riprendendo i loro alias di Buck e Wanda per individuare i due complici della vittima; l'esperienza sarà in un certo senso terapeutica per Bones, la quale riuscirà a sfogare il suo dolore per la morte del padre. A confessare sarà infine la cassiera della banca, che, avendo capito che i ladri volevano rapinarla, li aveva ingannati tenendosi una parte del bottino; quando però Dustin lo aveva scoperto era tornato per affrontarla e lei lo aveva ucciso. Hodgins continua a cercare disperatamente delle prove per scagionare Zack dall'accusa di omicidio del lobbista (dato che la Brennan e Cam hanno rifiutato di prendere in considerazione le sue scoperte sull'impronta microbica perché lui potrebbe averle alterate) e viene aiutato da Gordon Wyatt, ex psicologo dell'FBI diventato chef, che riappare per salutare i suoi amici: grazie al suo aiuto e a quello di Angela, Hodgins è in grado di localizzare il luogo di sepoltura dell'apprendista originario di Gormogon (il serial killer cannibale delle prime due stagioni della serie, di cui Zack è stato ritenuto appunto complice), il vero assassino del lobbista; i resti vengono riesumati e sulla manica della maglia si nota del sangue, presumibilmente proprio quello del lobbista, e questa è la prova decisiva che scagiona Zack. Rodolfo Fuentes ha completato il Dottorato, divenendo il primo antropologo forense con doppia abilitazione sia a Cuba sia negli Stati Uniti, e Cam gli consegna un camice blu nuovo di zecca, anche se inizialmente lui non lo indossa per non rendere definitivo il fatto di aver conseguito un nuovo titolo professionale.
- Guest star: Stephen Fry (Gordon Wyatt)
- Ascolti USA: telespettatori 2 890 000[11]

## Pantere da party
- Titolo originale: The Radioactive Panthers in the Party
- Diretto da: Michael Lange
- Scritto da: Keith Foglesong

### Trama
Un corpo cade da un cavalcavia e finisce su una macchina di passaggio che prende fuoco; gli "squints" determinano che non è stato un suicidio, bensì un omicidio. La vittima era un aspirante regista che stava realizzando un B-movie dal titolo Pantere radioattive da party, e uno dei sospettati è l'attore David Faustino. L'assassina sarà la sua dipendente, arrabbiata per il fatto che lui aveva abbandonato l'idea del film e deciso di riprendere il suo vecchio lavoro. Booth affida la direzione delle indagini a Aubrey, ma si intromette comunque dandogli consigli e opinioni non richieste. Dopo la chiusura del caso, Booth gli rivela di averlo lasciato a capo per vedere come se la cava senza di lui, in quanto la sede di Los Angeles gli ha offerto un posto di Agente Speciale Supervisore. Intanto, Wendell Bray è alle prese con la scelta dell'argomento su cui scrivere la propria tesi di Dottorato, e Brennan gli dà il permesso di leggere le quattro dissertazioni scritte da lei all'epoca per orientarsi meglio. In visita torna la Dottoressa Beth Mayer, la quale dice a Brennan di aver perso la passione per il proprio lavoro; riflettendo sulle sue parole, quest'ultima chiede l'opinione di Angela, e sembra che Brennan stia pensando di smettere. In realtà è soltanto preoccupata che l'indecisione di Wendell possa essere dovuta al fatto che probabilmente la sua vera vocazione non è nell'ambito dell'antropologia forense; così lo chiama nel suo ufficio e gli spiega che la vita offre tantissime altre opportunità, e che dovrebbe cercare qualcosa in cui mettere davvero il cuore. Lui la ringrazia e promette che lo farà.
- Guest star: David Faustino (sé stesso), Betty White (Beth Mayer)
- Ascolti USA: telespettatori 2 520 000[12]

## Un giorno da ricordare
- Titolo originale: The Day in the Life
- Diretto da: Ian Toynton
- Scritto da: Eric Randall e Yael Zinkow

### Trama
Arastoo e Cam dopo il loro matrimonio vengono chiamati per andare a lavorare su un caso importante. Poi è il turno di Angela e Hodgins, i quali partecipano al processo di Zack, e si scopre che i due aspettano un bambino. Poi tocca a Aubrey, che dopo aver scoperto la sua promozione a Los Angeles chiede a Jessica di seguirlo, ma lei rifiuta. Gli ultimi sono Booth e Brennan, i quali scoprono che il cadavere è un fuggitivo della prigione che ha aiutato Kovac a uscire. I due sono spaventati e una bomba esplode al Jeffersonian, intrappolando al suo interno Booth, Brennan, Hodgins e Angela.
- Nota. La puntata è strutturata in modo da avere una vista sulla giornata di ogni protagonista.
- Ascolti USA: telespettatori 3 550 000[13]

## Capitolo finale
- Titolo originale: The End in the End
- Diretto da: David Boreanaz
- Scritto da: Stephen Nathan(soggetto); Jonathan Collier, Michael Peterson e Karine Rosenthal (sceneggiatura)

### Trama
Il Jeffersonian subisce gravi danni dalle esplosioni di alcune bombe, ma Booth, Angela, Hodgins e Brennan sopravvivono, grazie a Booth che disarma una delle bombe in tempo. Alla fine vengono salvati, ma Brennan subisce una piccola lesione cerebrale che le impedisce di comprendere concetti complessi e di ricordare un indizio vitale che aveva scoperto sul corpo dell'ultima vittima di Kovac prima dell'esplosione. Con Brennan incapace, Daisy, Clark, Arastoo, Jessica e Wendell si uniscono per usare tutto ciò che Brennan ha insegnato loro e capirlo da soli. Gli stagisti alla fine stabiliscono che Brennan aveva trovato indizi che indicano una casa d'infanzia della vittima, che ora Kovac sta usando come nascondiglio. Allo stesso tempo, Hodgins e Cam esaminano la bomba che Booth ha disarmato e trovano il DNA del costruttore di bombe: Jeannine Kovac, la presunta moglie di Mark Kovac di cui, in realtà, è sorella. La donna rivela di aver lavorato insieme al fratello per vendicarsi della morte del loro padre e poi si rifiuta di collaborare. Usando le informazioni raccolte dagli stagisti, Booth, Brennan e Aubrey guidano una squadra SWAT nel nascondiglio di Kovac, che li attacca con una mitragliatrice. Nel corso dello scontro a fuoco Booth subisce una ferita alla mano proprio quando il cervello di Brennan guarisce in tempo perché possa curargliela, permettendo a Booth di uccidere Kovac. Con Kovac morto, il team recupera dalle macerie gli oggetti importanti del laboratorio rimasti intatti (come una foto di Zack, la targa commemorativa di Vincent Nigel Murray o la saliera che Cam condivide con Michelle) in preparazione della ricostruzione. Hodgins viene lasciato temporaneamente a capo del Jeffersonian mentre Cam e Arastoo vanno in congedo per prendere i loro tre figli adottivi in Mississippi. Aubrey accetta una posizione come agente speciale supervisore a Washington DC, avendo concluso dopo gli eventi recenti che la sua casa è dove sta ora, e accetta la proposta di Karen di andare insieme a mangiare un po' di pollo fritto con lei. Caroline Julian promette di assicurarsi che Jeannine Kovac sarà rinchiusa per il resto della sua vita per i crimini compiuti. Booth e Brennan siedono su una panchina davanti al Jeffersonian commentando gli oggetti ritrovati dopo l'esplosione e che Bones ha deciso di conservare. Tra di essi ci sono un disegno fatto da Parker undici anni prima, quando aveva appena conosciuto Brennan, il maialino giocattolo Jasper, regalatole da Booth dieci anni prima, il libro di Sweets, Le Parti della Somma del Tutto, scritto osservando i due, e infine l'orologio rotto dell'ufficio di Brennan, fermo sull'ora dell'esplosione: 4:47, che l'antropologa conserverà come ricordo di quello che sarebbe potuto succedere. Rimesso a posto tutto nello scatolone, Booth e Brennan si preparano a tornare dai loro bambini, ricominciando nel frattempo a battibeccare come sempre.
- Ascolti USA: telespettatori 4 350 000[15]